# 见坊豪纪
见坊豪纪（日文假名：けんぼう ひでとし，1914年11月20日－ 1992年10月21日），日本的日语学者、辞典编辑者。以作为《明解国语辞典》和《三省堂国语辞典》的主编而闻名，被称为“Kenbo老师”。